# Hungry Like the Wolf
«Hungry Like the Wolf» —en español: «Hambriento como el lobo»— es una canción de la banda británica de new wave Duran Duran. Fue compuesta por los miembros de la banda, y producida por Colin Thurston para su segundo álbum de estudio, Rio (1982). La canción fue lanzada en mayo de 1982 como el quinto sencillo de la banda en el Reino Unido. Llegó a la quinta ubicación de la lista de éxitos del Reino Unido, y recibió una certificación de plata por la Industria Fonográfica Británica (BPI).

## Video musical
El video fue dirigido por Russell Mulcahy, y rodado en las selvas de Sri Lanka, evocando la atmósfera similar a la película Raiders of the Lost Ark. Aunque la banda no pudo inicialmente entrar en el mercado de los Estados Unidos, MTV colocó el vídeo en alta rotación. Posteriormente, la popularidad del grupo fue aumentando, y la canción alcanzaría su mejor posición en la tercera ubicación en el Billboard Hot 100 en marzo de 1983. Duran Duran se convirtió en una sensación internacional. El video ganó el primer Premio Grammy al Mejor video musical de formato corto en 1984.

## Composición
La canción fue compuesta y grabada un sábado en la primavera boreal de 1982 en el sótano de los estudios de la sede central de EMI en Londres. Rhodes comenzó el demo de la canción con un secuenciador. La canción fue desarrollada en el transcurso del día y para la noche ya estaba prácticamente completa.
"Esa canción nació de jugar con la nueva tecnología que estaba surgiendo", expresó el guitarrista Andy Taylor en una entrevista con la revista Blender.
A Rhodes se le ocurrió la idea de la música de fondo cuando manejaba su automóvil mientras se dirigía al estudio de grabación. Comenzó a tocar con el sintetizador Roland Jupiter-8, mientras que el cantante Simon Le Bon se encargaba de la letra. La inspiración para la letra de la canción fue el cuento "Caperucita Roja", (de ahí "Hambriento como el lobo" -el título en español-) y la repetición de la palabra "do" (hacer) al final de cada verso toma su melodía de la parte instrumental de la canción "If you could read my mind" de Gordon Lightfoot.
Andy Taylor creó la parte de la guitarra al estilo de Marc Bolan y utilizó una guitarra Les Paul que sonaba muy Marshall. A continuación, se le añadió el bajo y la batería, y la pista entera fue terminada en un día, incluyendo la melodía vocal de Simon y la letra. La risa y los gritos que se escuchan durante la canción fueron realizados y grabados por la novia de Rhodes en el momento.
El grupo volvió a grabar la canción para el álbum Rio unos meses más tarde, en AIR Studios de Londres bajo la producción de Colin Thurston, donde también se grabaron éxitos como "Too Shy" de Kajagoogoo y "I Want Candy" de Bow Wow Wow. Andy Taylor recuerda: "Colin Thurston era un gran organizador y arreglista. le dimos muchas más ideas y música que las que la canción realmente necesitaba,y fue importante en el proceso de elegir los elementos esenciales. Thurston y la banda decidieron guardar la pista de apoyo original electrónicamente en un demo y solamente regrabar los otros instrumentos y la voz".

## Formatos y canciones
– Sencillo en 7": EMI / EMI 5295
1. "Hungry Like the Wolf" (Single version) – 3:23
2. "Careless Memories" (Live version) – 4:11

 – Sencillo en 7" Harvest / B-5195 
1. "Hungry Like the Wolf" (US Album remix) – 4:11
2. "Hungry Like the Wolf" (Night Version) – 5:14

 – Sencillo en 12": EMI / 12 EMI5295 
1. "Hungry Like the Wolf" (Night version) – 5:14
2. "Careless Memories" (Live version) – 4:11

- CD: Part of "Singles Box Set 1981-1985" boxset

1. "Hungry Like the Wolf" (Single version) – 3:23
2. "Careless Memories" (Live version) – 4:11
3. "Hungry Like the Wolf" (Night version) – 5:14

- Remezclas

1. "Hungry Like the Wolf (The New York Werewolf Mix) - Steve Aoki vs. Duran Duran" – 7:01

## Posicionamiento en listas y certificaciones
| Listas                                  | Mejor posición |
| --------------------------------------- | -------------- |
| Australia (Kent Music Report)           | 5              |
| Canadá (Canadian Singles Chart)         | 1              |
| Estados Unidos (Billboard Hot 100)      | 3              |
| Estados Unidos (Mainstream Rock Tracks) | 1              |
| Estados Unidos (Hot Dance Club Songs)   | 36             |
| Irlanda (Irish Singles Chart)           | 4              |
| Italia (Italian Singles Chart)          | 32             |
| Nueva Zelanda (Recorded Music NZ)       | 4              |
| Países Bajos (Mega Single Top 100)      | 50             |
| Reino Unido (UK Singles Chart)          | 5              |

| País           | Organismo certificador | Certificación  | Ref.   |
| -------------- | ---------------------- | -------------- | ------ |
| Canadá         | Music Canada           | Disco de Oro   | [ 16 ] |
| Estados Unidos | RIAA                   | Disco de Oro   | [ 17 ] |
| Reino Unido    | BVMI                   | Disco de Plata | [ 1 ]  |

## Sucesiones
| Predecesor: «You Got Lucky» de Tom Petty and the Heartbreakers | Mainstream Rock Tracks — Sencillo Nro 1 22 de enero de 1983 — 11 de febrero de 1983 | Sucesor: «Twilight Zone» de Golden Earring |
| Predecesor: «Do You Really Want to Hurt Me» de Culture Club    | RPM Singles Chart — Sencillo Nro 1 19 de marzo de 1983 — 26 de marzo de 1983        | Sucesor: «Billie Jean» de Michael Jackson  |